# Tetraxanthus
Tetraxanthus är ett släkte av kräftdjur. Tetraxanthus ingår i överfamiljen Xanthoidea, ordningen tiofotade kräftdjur, klassen storkräftor, fylumet leddjur och riket djur.
Kladogram enligt Catalogue of Life:
| Tetraxanthus | \| \| Tetraxanthus bidentatus \| \| \| \| \| \| Tetraxanthus rathbunae \| \| \| \| |
|              | \| \| Tetraxanthus bidentatus \| \| \| \| \| \| Tetraxanthus rathbunae \| \| \| \| |
|              | Carpiliidae                                                                        |
|              |                                                                                    |
|              | Eucratodes                                                                         |
|              |                                                                                    |
|              | Eumedonidae                                                                        |
|              |                                                                                    |
|              | Goneplacidae                                                                       |
|              |                                                                                    |
|              | Liagore                                                                            |
|              |                                                                                    |
|              | Menippidae                                                                         |
|              |                                                                                    |
|              | Panopeidae                                                                         |
|              |                                                                                    |
|              | Pilumnidae                                                                         |
|              |                                                                                    |
|              | Pilumnoides                                                                        |
|              |                                                                                    |
|              | Pseudorhombilidae                                                                  |
|              |                                                                                    |
|              | Robertsella                                                                        |
|              |                                                                                    |
|              | Speocarcinus                                                                       |
|              |                                                                                    |
|              | Trapeziidae                                                                        |
|              |                                                                                    |
|              | Xanthidae                                                                          |
|              |                                                                                    |
|              | Tetraxanthus bidentatus                                                            |
|              |                                                                                    |
|              | Tetraxanthus rathbunae                                                             |
|              |                                                                                    |

|  | Tetraxanthus bidentatus |
|  |                         |
|  | Tetraxanthus rathbunae  |
|  |                         |